# Kỳ Ninh
Kỳ Ninh là một phường thuộc thị xã Kỳ Anh, tỉnh Hà Tĩnh, Việt Nam.

## Địa lý
Phường Kỳ Ninh nằm ở phía đông thị xã Kỳ Anh, có vị trí địa lý:
- Phía đông giáp Biển Đông
- Phía tây và phía bắc giáp huyện Kỳ Anh
- Phía nam giáp các xã Kỳ Hà, Kỳ Lợi và huyện Kỳ Anh.

Phường Kỳ Ninh có diện tích 21,78 km², dân số năm 2024 là 11.519 người, mật độ dân số đạt 528 người/km².
Phường có hơn 10 km bãi biển dài và đẹp. Có đền thờ Chế thắng phu nhân Nguyễn Thị Bích Châu trên địa bàn thuận lợi cho việc khai thác thủy hải sản và du lịch bãi tắm, du lịch tâm linh. Sông Quyền chảy qua phường, đổ ra biển tại cửa Khẩu.

## Hành chính
Phường Kỳ Ninh được chia thành 9 tổ dân phố: Tân Thắng, Tân Thành, Vĩnh Thuận, Hải Hà, Tân Tiến, Tiến Thắng, Bàn Hải, Tam Hải 1, Tam Hải 2.

## Lịch sử
Từ xa xưa trên địa bàn xã này có tuyến kênh Nhà Lê nối từ  kinh đô Hoa Lư đến Đèo Ngang đi qua, là tuyến đường thủy đầu tiên trong lịch sử Việt Nam và được coi là tuyến đường Hồ Chí Minh trên sông vì những đóng góp cho các cuộc chiến tranh của người Việt.
Trước năm 1945 là các làng: Đồng Nghĩa, Hải Khẩu, Tân Yên, Thuận Định, Vĩnh Lộc, Xuân Chữ và Yên Điềm (tổng Đậu Chữ).
Cuối năm 1945, thành lập xã Đậu Ninh.
Năm 1949, thành lập xã Lĩnh Nam trên cơ sở xã Kỳ Ninh và xã Đậu Thọ .
Năm 1954, chia xã Lĩnh Nam thành xã Kỳ Ninh (Đậu Ninh cũ) và xã Kỳ Thọ (Đậu Thọ cũ).
Trước năm 2013, xã Kỳ Ninh có 13 thôn: Tam Hải 1, Tam Hải 2, Đồng Tiến, Đồng Tâm, Đồng Tân, Vĩnh Lộc, Tân Giang, Xuân Hà, Tân Thuận, Hải Điền, Hải Lộc, Vĩnh Lợi, Bàn Hải, Tân Thành.
Hiện nay, sáp nhập thành 9 thôn: Tân Thắng, Tân Thành, Vĩnh Thuận, Hải Hà, Tân Tiến, Tiến Thắng, Bàn Hải, Tam Hải 1 và Tam Hải 2.
Ngày 10 tháng 4 năm 2015, Ủy ban Thường vụ Quốc hội ban hành Nghị quyết số 903/NQ-UBTVQH13 về việc thành lập thị xã Kỳ Anh thuộc tỉnh Hà Tĩnh trên cơ sở một phần diện tích và dân số của huyện Kỳ Anh. Xã Kỳ Ninh trực thuộc thị xã Kỳ Anh.
Ngày 14 tháng 11 năm 2024, Ủy ban Thường vụ Quốc hội ban hành Nghị quyết số 1283/NQ-UBTVQH15 về việc sắp xếp đơn vị hành chính cấp huyện, cấp xã của tỉnh Hà Tĩnh giai đoạn 2023 – 2025 (nghị quyết có hiệu lực từ ngày 1 tháng 1 năm 2025). Theo đó, thành lập phường Kỳ Ninh thuộc thị xã Kỳ Anh trên cơ sở toàn bộ 21,78 km² diện tích tự nhiên và quy mô dân số là 9.833 người của xã Kỳ Ninh.